# Vincenzo Morosini

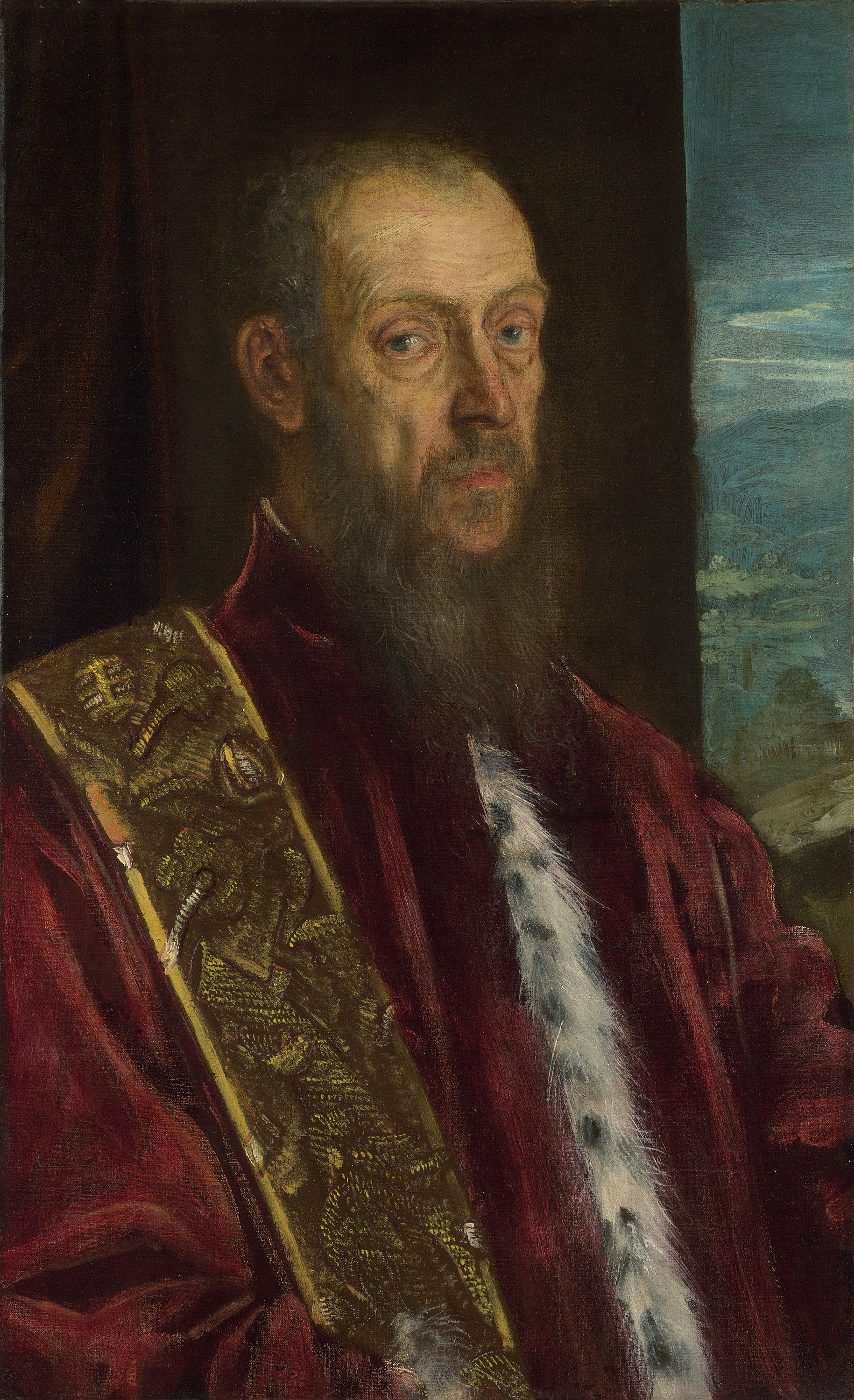
Jacopo Tintoretto, Ritratto di Vincenzo Morosini, XVI sec, Londra, National Gallery

Vincenzo Morosini (Venezia, 9 aprile 1511 – Venezia, 1º marzo 1588) è stato un politico italiano.

## Biografia
Sposatosi nel 1536 con una delle figlie di Agostino Venier e maritatosi per una seconda volta nel 1542 con Cecilia Pisani, membro della nobile famiglia Morosini, fu attivo come politico in qualità di senatore della Repubblica di Venezia, ma durante la sua carriera rivestì incarichi molto più prestigiosi, che lo portarono a diventare uno degli aspiranti al titolo dogale. Dal 1555 capitano di Bergamo, nel 1565 effettuò in qualità di savio di Terraferma una rassegna delle armate. Fu assieme a Giambattista Foscarini uno dei due Savi che ebbero il compito di trattare riguardo alla richiesta di Carlo IX di Francia, che aveva domandato per mezzo di ambasciatore la somma di centomila ducati alla Serenissima. Nel 1571 ebbe modo di essere creato sia generale, sia provveditore generale. L'inizio della sua carriera militare fu strettamente connesso a un attacco dei Turchi, che si avvicinarono con la loro flotta a Venezia: gli fu dato l'incarico di presidiare la città assieme ai senatori Daniele Venier, Marco Giustiniani, Girolamo Contarini, Francesco Michele, Lorenzo Soranzo, Andrea Bernardo ed Oglio di Sebastiano. 
Nel 1572 assieme a Nicolò da Ponte, Paolo Tiepolo e Andrea Badoaro venne scelto come oratore per mandare a Gregorio XIII le congratulazioni della Serenissima per l'elezione di questi al soglio pontificio: a titolo onorifico, il pontefice gli concesse di inserire nel suo stemma quello della famiglia Boncompagni. Poiché il Palazzo Ducale di Venezia era stato gravemente danneggiato da un incendio nel 1574, venne scelto come uno dei responsabili della ristrutturazione. Morto nel 1578 il procuratore di San Marco Tommaso Contarini, assurgeva a questa carica il 15 dicembre, per poi essere creato nel 1584 Riformatore degli Studi a Padova. Morto il doge Nicolò da Ponte, venne proposto come successore di questi, ottenendo anche una certa approvazione, ma di fatto non venendo eletto. Morto il 1º marzo 1588, venne tumulato nella Basilica di San Giorgio Maggiore, e più precisamente nella cappella di Sant'Andrea.